# Personne ne parlera de nous quand nous serons mortes
Pour plus de détails, voir Fiche technique et Distribution.
Personne ne parlera de nous quand nous serons mortes (Nadie hablará de nosotras cuando hayamos muerto) est un thriller espagnol réalisé par Agustín Díaz Yanes, sorti en 1995, avec Victoria Abril dans le rôle principal. Le film a été couvert de prix en Espagne. Une suite est sortie en 2008 : Solo quiero caminar.

## Synopsis
L'Espagnole Gloria Duque, alors qu'elle se prostituait au Mexique, assiste au meurtre de deux policiers par deux gangsters. Avant de mourir, l'un d'eux lui confie des informations liées à la mafia. Elle rentre à Madrid, où elle retrouve son mari dans le coma et sa belle-mère doña Julia, tandis que la mafia mexicaine envoie Eduardo pour la liquider.

## Fiche technique
- Réalisation : Agustín Díaz Yanes
- Scénario : Agustín Díaz Yanes
- Photographie : Paco Femenía
- Montage : José Salcedo
- Musique : Bernardo Bonezzi
- Pays d'origine :  Espagne
- Langue originale : espagnol
- Dates de sortie :
  - Festival international du film de Saint-Sébastien : 16 septembre 1995
  - Espagne : 5 octobre 1995
  - France : 6 mars 1996

## Distribution
- Victoria Abril : Gloria Duque
- Federico Luppi : Eduardo
- Pilar Bardem : doña Julia
- Daniel Giménez Cacho : Oswaldo
- Ana Ofelia Murguía : doña Amelia
- Ángel Alcázar : Juan
- Guillermo Gil : Evaristo
- Marta Aurea : María Luisa
- Bruno Bichir : Many
- María Asquerino : Esperanza
- Blanca Apilánez : La caissière

## Distinctions
- Festival international du film de Saint-Sébastien :
  - Prix spécial du jury pour Agustín Díaz Yanes
  - Coquille d'argent de la meilleure actrice pour Victoria Abril

- Xe cérémonie des Goyas : 8 prix sur 10 nominations, dont
  - Meilleur film
  - Meilleur nouveau réalisateur pour Agustín Díaz Yanes
  - Meilleur scénario original pour Agustín Díaz Yanes
  - Meilleure actrice pour Victoria Abril
  - Meilleure actrice dans un second rôle pour Pilar Bardem
  - Meilleur montage pour José Salcedo
  - Meilleure musique originale pour Bernardo Bonezzi

- Prix Sant Jordi du cinéma :
  - Meilleur premier film
  - Meilleur acteur pour Federico Luppi

- Prix Ondas :
  - Meilleur film espagnol
  - Meilleure actrice pour Victoria Abril
  - Meilleur acteur pour Federico Luppi

- Fotogramas de Plata :
  - Meilleur film

- Círculo de Escritores Cinematográficos :
  - Meilleur film

- Unión de Actores y Actrices :
  - Meilleure actrice pour Victoria Abril
  - Meilleure actrice dans un second rôle pour Pilar Bardem